# Sant Joan de Baltà
Sant Joan de Baltà és una església de la Llacuna (Anoia) inclosa a l'Inventari del Patrimoni Arquitectònic de Catalunya.

## Descripció
D'una nau, planta rectangular, campanar d'espadanya que encara conserva la campana. Aparell de pedra poligonal. Sostre de teules. Petita finestreta rodona sobre la porta d'entrada.

## Història
Va ser construïda l'any 1758 com a capelleta particular del Mas Baltà, segons Gavín. Dins del terme de Baltà es conserven uns murs de l'antiga església romànica de Sant Vicenç (veure foto de Gavín al vol. 16 de l'"Inventari d'esglésies", p.140, An.144).